# Hosejn Šahábí
Hosejn Šahábí (persky حسین شهابی‎) (20. června 1967 Tabríz – 22. ledna 2023) byl íránský filmový režisér a scenárista.

## Filmografie
- Prodej / حراج 2014
- Bright Day / روز روشن 2013
- V zájmu Mahdího / بخاطر مهدي 2012
- Photo / عكس 2001
- Války a Treasure / جنگ و گنج 2000